# Den sorte Engel
Den sorte Engel (originaltitel The Dark Angel) er en amerikansk stumfilm fra 1925 instrueret af George Fitzmaurice.

## Medvirkende
- Ronald Colman som Alan Trent
- Vilma Bánky som Kitty Vane
- Wyndham Standing som Gerald Shannon
- Frank Elliott som Beaumont
- Charles Willis Lane som Hubert Vane
- Helen Jerome Eddy som Bottles
- Florence Turner som Roma
- Lassie Lou Ahern